# Alicia Gómez
Pour les articles homonymes, voir Gómez.
Alicia Gómez Prada (née le 22 octobre 1986 à Madrid), connue simplement sous le nom de Ali Gómez, est une footballeuse espagnole qui joue comme gardienne. Elle a passé la majeure partie de sa carrière en club avec le Rayo Vallecano.
Elle est la détentrice du record de matchs joués avec le club espagnol de Rayo Vallecano, avec un total de 387 matchs.

## Biographie
Elle atteint le 3 octobre 2015 les 300 matchs avec le club de Rayo Vallecano,. Elle dépassera ensuite le record absolu de 383 matchs de son ancienne coéquipière Natalia Pablos pour devenir en 2019 la record-woman de rencontres avec ce dernier club.

## Palmarès
- Championne d'Espagne en 2009, 2010 et 2011
- Vice-championne d'Espagne en 2008
- Vainqueur de la Coupe d'Espagne en 2008
- Finaliste de la Coupe d'Espagne en 2010

## Statistiques
| Saison                | Club                  | Championnat           | Championnat | Championnat | Coupe(s) nationale(s) | Coupe(s) nationale(s) | Compétition(s) continentale(s) | Compétition(s) continentale(s) | Compétition(s) continentale(s) | Total | Total |
| Saison                | Club                  | Division              | M.          | B.          | M.                    | B.                    | Comp.                          | M.                             | B.                             | M.    | B.    |
| 2003-2004             | Pozuelo de Alarcón    | Superliga             | 9+          | 0           |                       |                       | -                              | -                              | -                              | 9     | 0     |
| 2004-2005             | Pozuelo de Alarcón    | Superliga             | 16+         | 0           |                       |                       | -                              | -                              | -                              | 16    | 0     |
| Sous-total            | Sous-total            | Sous-total            | 25          | 0           | 0                     | 0                     | -                              | -                              | -                              | 25    | 0     |
| 2005-2006             | Rayo Vallecano        | Superliga             | 14+         | 0           | 4                     | 0                     | -                              | -                              | -                              | 18    | 0     |
| 2006-2007             | Rayo Vallecano        | Superliga             | 11+         | 0           | 2                     | 0                     | -                              | -                              | -                              | 13    | 0     |
| 2007-2008             | Rayo Vallecano        | Superliga             | 24+         | 0           | 5                     | 0                     | -                              | -                              | -                              | 29    | 0     |
| 2008-2009             | Rayo Vallecano        | Superliga             | 23+         | 0           | 3+                    | 0                     | -                              | -                              | -                              | 26    | 0     |
| 2009-2010             | Rayo Vallecano        | Superliga             | 19+         | 0           | 2                     | 0                     | WCL                            | 2                              | 0                              | 23    | 0     |
| 2010-2011             | Rayo Vallecano        | Superliga             | 16+         | 0           | 1+                    | 0                     | WCL                            | 4                              | 0                              | 21    | 0     |
| 2011-2012             | Rayo Vallecano        | Superliga             | 30          | 0           | 1                     | 0                     | WCL                            | 6                              | 0                              | 37    | 0     |
| 2012-2013             | Rayo Vallecano        | Superliga             | 28          | 0           | 2                     | 0                     | -                              | -                              | -                              | 30    | 0     |
| 2013-2014             | Rayo Vallecano        | Superliga             | 30          | 0           | 4                     | 0                     | -                              | -                              | -                              | 34    | 0     |
| 2014-2015             | Rayo Vallecano        | Superliga             | 24          | 0           | 1                     | 0                     | -                              | -                              | -                              | 25    | 0     |
| 2015-2016             | Rayo Vallecano        | Superliga             | 27          | 0           | -                     | -                     | -                              | -                              | -                              | 27    | 0     |
| 2016-2017             | Rayo Vallecano        | Superliga             | 23          | 0           | 1                     | 0                     | -                              | -                              | -                              | 24    | 0     |
| 2017-2018             | Rayo Vallecano        | Superliga             | 20          | 0           | -                     | -                     | -                              | -                              | -                              | 20    | 0     |
| 2018-2019             | Rayo Vallecano        | Superliga             | 20          | 0           | 0                     | 0                     | -                              | -                              | -                              | 20    | 0     |
| 2019-2020             | Rayo Vallecano        | Superliga             | 0           | 0           | -                     | -                     | -                              | -                              | -                              | 0     | 0     |
| Sous-total            | Sous-total            | Sous-total            | 309         | 0           | 26                    | 0                     | -                              | 12                             | 0                              | 347   | 0     |
| Total sur la carrière | Total sur la carrière | Total sur la carrière | 334         | 0           | 26                    | 0                     | -                              | 12                             | 0                              | 372   | 0     |

- 2 matchs en coupe en 1/2 inconnus en 2006.
- Au moins 1 match dans le groupe C de la première phase, 14 matchs et  buts dans le groupe A de la seconde phase en championnat et 2 matchs lors des play-offs en championnat en 2010.
- Au moins 2 matchs dans le groupe C de la première phase (manque J3 et J10), 12 matchs dans le groupe A de la seconde phase et 2 matchs lors des play-offs en championnat en 2011.